# Mid Calder
Mid Calder är en ort i Storbritannien.   Den ligger i kommunen West Lothian och riksdelen Skottland, i den centrala delen av landet, 500 km norr om huvudstaden London. Mid Calder ligger 110 meter över havet och antalet invånare är 2 954.
Terrängen runt Mid Calder är platt åt nordväst, men åt sydost är den kuperad. Runt Mid Calder är det ganska tätbefolkat, med 104 invånare per kvadratkilometer. Närmaste större samhälle är Edinburgh, 18,8 km öster om Mid Calder. Trakten runt Mid Calder består i huvudsak av gräsmarker.